# La Fève
La Fève, de son vrai nom Louis Ambroise Germain, né le 26 juin 1999 dans le 20e arrondissement de Paris, est un rappeur et producteur français d’origine kino-congolaise et camerounaise.
En 2021, il est un membre du mouvement musical new wave du hip-hop français. Sa musique est jugée innovante, utilisant une sélection éclectique de flows, productions et refrains.

## Biographie

### Jeunesse
Louis Ambroise naît le 26 juin 1999, dans le 20e arrondissement de Paris et grandit dans la ville de Fontenay-sous-Bois, dans le Val-de-Marne. Son premier nom de scène est Orfèv, qui évolue par la suite en La Fève.

### Carrière

#### Début sur SoundCloud
Il commence à rapper avec son ami Dundy qu'il fréquente depuis l'enfance et qui est lui aussi rappeur. Il publie d'abord de courtes mixtapes sur SoundCloud et YouTube, comme la trilogie Nocturnes, et les mixtapes Paresse 1 et 2. Il rassemble dans une première mixtape nommée empty the bin (littéralement « vider la poubelle ») toutes les chansons non retenues de 2018 à 2020, à l'instar de Kendrick Lamar avec Untitled Unmastered. Trois autres éditions voient le jour : empty the bin vol.2 (2019-2020), empty the bin vol.3 (2020-2022) et empty the bin vol.4 (2022-2024). Avant l'année 2020, La Fève n'est exposé qu'à un public underground,.

#### ERRR
Le 15 décembre 2021, La Fève publie son projet ERRR. L'album connaît un réel succès, et le single Mauvais payeur devient disque d'or au cours de l'année 2022, et disque de platine en 2023.Le projet est perçu par la critique comme une « bombe » dans le hip-hop français, les critiques applaudissent le style épuré[source secondaire souhaitée] de l'album, que Jérémie Léger de Radio France définira comme « cohérent, sans fioriture et calibré au millimètre près. » L'album ERRR est certifié disque d'or en 2023.

#### Loyalet l'album24
Le 23 novembre 2023, La Fève publie le clip de Loyal sur sa chaîne Youtube où il insère le lien pour la précommande de son prochain album avec une cover exclusive pour les personnes ayant précommandé le CD. Le clip est réalisé par Walone et détaille la vie de l'artiste après la sortie de Errr, le mettant en séquence entre Atlanta, Paris et divers festivals.
Sorti le 22 décembre, l'album comprend des collaborations avec les rappeurs Yung L.A., Knucks, Tiakola & Zequin ainsi qu'avec le producteur américain Zaytoven. Il cumule plus de 18 000 ventes en première semaine.
Le 6 septembre 2024, La Fève sort une mixtape surprise nommée BIGLAF.
En novembre, il apparait sur le titre Eolienne avec La Fouine, sur sa mixtape Capitale du Crime Radio.
Le 20 décembre 2024, La Fève sort une mixtape surprise de nouveau intitulée Empty the Bin vol. 4. Il en profitera aussi pour publier les mixtapes Empty the bin vol 1, 2 et 3 sur les plateformes de streaming. Les albums consistent à la publication de ses sons « poubelle », donc ses sons qu'il ne mettra pas dans un album.

## Discographie

### Album studio
- 2023 : 24

### Mixtapes et EPs
- 2016 : Ennemi de la routine
- 2016 : Miroir
- 2016 : Padanmiroir
- 2017 : 7EP vol. 1 (avec Dundy)
- 2017 : Bail De Canard
- 2017 : Paresse
- 2018 : Luxure
- 2018 : Misanthrope
- 2018 : Nocturnes 1
- 2019 : Paresse 2
- 2019 : Nocturnes 2
- 2020 : Empty the Bin vol. 1
- 2020 : Nocturnes 3
- 2020 : Kolaf (avec Kosei)
- 2020 : Empty the Bin vol. 2
- 2021 : ERRR
- 2022 : Empty the Bin vol. 3
- 2024 : BIGLAF
- 2024 : Empty the Bin vol. 4